# Hit Mania Dance 2001
Hit Mania Dance 2001 è una raccolta di 21 successi da ballare pubblicata su CD e MC nel dicembre del 2000. Fa parte della collana Hit Mania ed è stata mixata dal dj Mauro Miclini.

## Tracce
1. Naïve – Looking 4 Happiness – 2:35
2. Molella – Genik – 2:19
3. Magic Box – Carillon – 2:34
4. Carolina Márquez – Bisex Alarm – 2:16
5. Kim Lukas – To Be You – 3:11
6. The Underdog Project – Summer Jam – 3:30
7. Billy More – The New Millennium Girl – 2:50
8. Planet Funk – Chase The Sun – 3:26
9. Negrocan – Cadavez (PsicoD'Agostino Remix) – 3:14
10. Gigi D'Agostino – La Passion (medley with Rectangle) – 2:53
11. Lucrezia – Lookin' 4 Love – 3:01
12. Spiller – Groove Jet (If This Ain't Love) – 3:36
13. North Pole – Sammaria – 3:13
14. M&S – Salsoul Nugget (If U Wanna) – 2:55
15. Prezioso feat. Marvin – Emergency 911 – 3:10
16. Bamble B – Coming Through The Light – 3:33
17. Mauro Picotto – Proximus (medley with Adiemus) – 2:49
18. Deal – Shine – 2:37
19. Budget – Just For Fun – 1:57
20. F.O.M. – Stay – 3:12
21. Kelly Joyce – Vivre La Vie – 4:03
22. ROM Track – Vale Tutto

Durata totale: 62:54